# Poggio Cesi
Poggio Cesi, con i suoi 413 metri di altitudine sul livello del mare, è la cima più alta dei Monti Cornicolani. Si trova nella regione Lazio, precisamente nella Città metropolitana di Roma Capitale, compreso interamente nel comune di Sant'Angelo Romano.
Si tratta dell'unico rilievo dei Monti Cornicolani privo di un centro abitato; sugli altri due rilievi principali dei Cornicolani sono presenti il centro storico del Comune di Sant'Angelo Romano (Monte Pàtulo, 400 m s.l.m.) e il centro storico di Montecelio (posto sull'omonimo monte, a 365 m s.l.m.).
I Monti Cornicolani fanno parte della Comunità montana dei Monti Sabini, Tiburtini, Cornicolani e Prenestini .
Il colle, di natura calcarea, ha favorito il fenomeno del carsismo, osservabile sia con forme epigee che ipogee. Fra le diverse grotte e doline si annoverano due geositi di notevole interesse: la Grotta di Fossavota e lo Sventatoio di Poggio Cesi.
Le testimonianze della frequentazione umana ci sono a partire dalla preistoria. La testimonianza più significativa risulta essere dell'età del bronzo (2300-1300 a. C.), grazie a molteplici resti rinvenuti all'interno dello Sventatoio di Poggio Cesi, fra cui 8000 frammenti ceramici, industria litica e su osso, e un pugnaletto di bronzo.
Non mancano poi le villae rusticae del periodo tardo-repubblicano (II-I sec. a. C.).
Nei pressi della cima del colle ci sono i ruderi del castrum Podii Montis Albani, villaggio medioevale abbandonato già nel XV sec., e da allora Poggio Cesi non è stato più abitato.
Dalla fine del XVI sec. a quasi tutto il XVII sec. la famiglia Cesi era proprietaria del feudo. Il personaggio più illustre che vi ha governato è Federico II Cesi, duca d’Acquasparta, barone romano, marchese di Montecelio, principe di Sant’Angelo Romano e di San Polo dei Cavalieri, fondatore dell’Accademia dei Lincei (per questo poi soprannominato "il Linceo"). Nel 1678 la tenuta del colle passa dai Cesi ai Borghese, che la utilizzarono per il pascolo, per il legname che alimentava le carbonaie e per la fabbricazione della calce.
Oggi il colle presenta una delle macchie boschive più estese e interessanti dei Monti Cornicolani: la Macchia di Sant'Angelo Romano. Nelle aree più assolate si osserva la presenza di arbusti tipici della macchia mediterranea con elementi del bosco di leccio tra lembi più estesi di querceti misti dominati da roverella o da cerro; nelle aree più fresche e meno acclivi domina il cerro, sporadicamente accompagnato dal farnetto.
Sono presenti specie di provenienza balcanico-orientale come il siliquastro, il carpino orientale e lo storace, quest'ultima pianta è presente in Italia con popolazioni numerose solo nel territorio tiburtino-lucretile-cornicolano.
Sono inoltre presenti più di 20 taxa di Orchidaceae.
Le specie faunistiche protette e di interesse comunitario segnalate sono molteplici; tra queste la raganella italiana, la rana appenninica, la testuggine comune, il saettone, il cervone, l’istrice, il moscardino, più varie specie di uccelli.
Poggio Cesi rientra nella Zona Speciale di Conservazione (ZSC) IT6030015 “Macchia di Sant’Angelo Romano”, istituita per la presenza di due habitat da tutelare inclusi nella Direttiva "Habitat": Habitat 5330 (sottotipo 32.23) “Arbusteti termo-mediterranei e pre-desertici – Gariga a Ampelodesmos mauritanicus” e Habitat 6220* “Percorsi substeppici di graminacee e piante annue dei Thero-Brachypodietea”.